# 1270
Évszázadok: 12. század – 13. század – 14. század
Évtizedek: 1220-as évek – 1230-as évek – 1240-es évek – 1250-es évek – 1260-as évek – 1270-es évek – 1280-as évek – 1290-es évek – 1300-as évek – 1310-es évek – 1320-as évek
Évek: 1265 – 1266 – 1267 – 1268 –  1269 – 1270 – 1271 – 1272 – 1273 – 1274 – 1275

## Események

### Határozott dátumú események
- május 3.
  - IV. Béla magyar király halála.[1] (Bélát az esztergomi ferencesek Szűz Mária-templomában temették el, ahová egy évvel korábban meghalt fiatalabb fiát, Béla herceget is.)[2]
  - V. István magyar király trónra lépése. (Az új király rögtön hadat üzen II. Ottokár cseh királynak, majd Pozsonynál békét kötnek. Ottokár megszegi a békét, mire István serege betör Ausztriába.)[3]

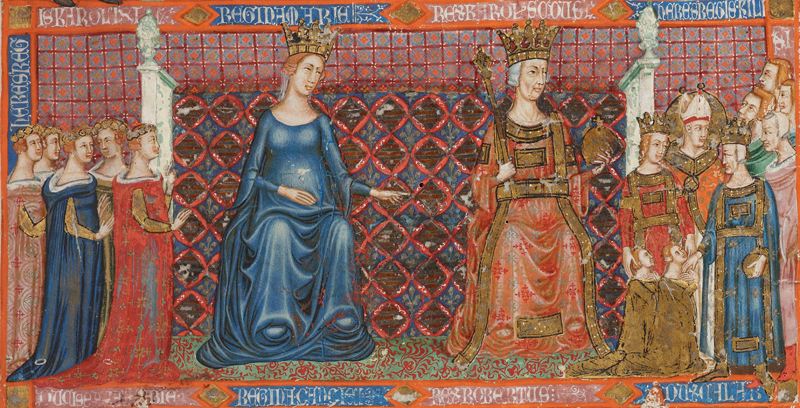
Árpád-házi Mária és Anjou II. Károly

- július 1. – IX. Lajos francia király elindul a második keresztes hadjáratra Tunisz ellen.[4] A király és serege pestis áldozata lesz. (A trónon fia, III. Fülöp követi, aki 1285-ig uralkodik.)
- augusztus 6.[forrás?] – Árpád-házi Mária és Károly, Anjou hercege (később II. Károly néven nápolyi király) esküvője Nápolyban.
- december 5. – I. Henrik navarrai király (II. Theobald fivére) trónra lépése (1274-ig uralkodik).

### Határozatlan dátumú események
- az év elején – Az erdélyi káptalan Monoszló nembeli Pétert választja az egyházmegye püspökévé.[5]
- június/július – 64 éves korában meghal Laszkarisz Mária királyné, akit férje, IV. Béla mellé temetnek az esztergomi ferencesek templomában.[2]

## Születések
- William Wallace skót népvezér
- Andrea Pisano itáliai szobrász és építész
- Páduai Marsilius itáliai tudós

## Halálozások
- január 18. – Árpád-házi Szent Margit (* 1242.) IV. Béla leánya
- január 20. – Boldog Özséb, a Pálos rend megalapítója.
- május 3. – IV. Béla magyar király (* 1206)
- június/július – Laszkarisz Mária magyar királyné (* 1206 körül)
- augusztus 25. – IX. (Szent) Lajos francia király[4] (* 1214 vagy 1215)
- október 28. – I. Hetum örmény király (* 1215)
- december 5. – II. Theobald navarrai király (* 1238)